# WWE NXT 노스 아메리칸 챔피언십
WWE NXT 노스 아메리칸챔피언십(WWE NXT North American championship)은 WWE의 챔피언십 중 하나이다. NXT의 미들급 강화를 위해 2018년 신설된다.

## 역대 타이틀 명칭
| 타이틀 명칭                   | 연도     |
| ----------------------------- | -------- |
| WWE NXT 노스 아메리칸챔피언십 | 2018년 ~ |

## 기록들
- 초대 챔피언 : 애덤 콜
- 최장수 챔피언 : 웨스 리 (269일)
- 최단 기간 챔피언 : 트릭 윌리엄스 (3일)
- 최다 챔피언 : 조니 가가노, 카멜로 헤이즈, 도미닉 미스테리오 (2회)
- 최중량급 챔피언 : 브론슨 리드 (150kg)
- 최경량급 챔피언 : 리온 러프 (68kg)
- 최고령 챔피언 : 데미안 프리스트 (38세 200일)
- 최연소 챔피언 : 벨베틴 드림 (22세 231일)

## 역대 챔피언
- 애덤 콜 (초대 챔피언)
- 리코셰
- 조니 가가노
- 벨베틴 드림
- 로더릭 스트롱
- 키스 리
- 데미안 프리스트
- 리온 러프
- 브론슨 리드
- 아이재이아 스캇
- 카멜로 헤이즈
- 카메론 그라임스
- 솔로 시코아
- 웨스 리
- 도미닉 미스테리오
- 트릭 윌리엄스
- 드래곤 리
- 오바 페미
- 토니 디 안젤로
- 숀 스피어스
- 리키 세인츠
- 이덴 페이지 (현 챔피언)

## 같이 보기
- NXT